# Krishnasamudram
Krishnasamudram là một thị trấn thống kê (census town) của quận Tiruchirappalli thuộc bang Tamil Nadu, Ấn Độ.

## Nhân khẩu
Theo điều tra dân số năm 2001 của Ấn Độ, Krishnasamudram có dân số 9254 người. Phái nam chiếm 51% tổng số dân và phái nữ chiếm 49%. Krishnasamudram có tỷ lệ 84% biết đọc biết viết, cao hơn tỷ lệ trung bình toàn quốc là 59,5%: tỷ lệ cho phái nam là 87%, và tỷ lệ cho phái nữ là 80%. Tại Krishnasamudram, 8% dân số nhỏ hơn 6 tuổi.